# イオン豊川開運通店
イオン豊川開運通店（イオンとよかわかいうんどおりてん）は、愛知県豊川市開運通にある総合スーパー（GMS）。

## 概要
1998年（平成10年）9月22日にマイカルが運営する「豊川サティ」として開業。愛知県内のサティとしては豊田サティ（1995年（平成7年）開業 - 2002年（平成14年）閉業）に次いで2店舗目であった。
2011年（平成23年）3月1日、GMS事業の再編に伴い、運営会社であるマイカルがイオンリテールに合併されたことにより、当店舗も「イオン豊川店」に名称変更された。
2023年（令和5年）4月4日に市内の約4km南西の位置にイオンモール豊川（核店舗は「イオンスタイル新豊川」）が開業したが、当店舗は引き続き営業を続けている。
2025年（令和7年）1月1日をもって「イオン豊川開運通店」へ店名を変更した。

## フロア構成
1階と2階が売場で、3階より上は基本的には立体駐車場となっている。
| 階   | フロア概要                         |
| ---- | ---------------------------------- |
| 屋上 | 屋上駐車場 (休日のみ開放)          |
| 5F   | 屋内駐車場 (休日のみ開放)          |
| 4F   | 屋内駐車場                         |
| 3F   | 映画館・ボウリング・屋内駐車場     |
| 2F   | 衣料品・生活用品・子供用品         |
| 1F   | 食品・化粧品・婦人服・フードコート |

## テナント

### 一覧
- 豊川堂（1階）
- キャンドゥ（1階）
- マクドナルド（1階）
- はなまるうどん（1階）
- マツヤデンキ（2階）
- ハニーズ（2階）
- 開運ボウル（3階）

### イオンシネマ豊川
イオンエンターテイメント株式会社（旧株式会社ワーナー・マイカル）が運営し3階に入居するシネマコンプレックス（映画館）。
1998年（平成10年）9月22日にワーナー・マイカル・シネマズ豊川として豊川サティと同時にオープンした。2013年（平成25年）7月1日に運営会社の合併に伴い現名称となり、統合後は愛知県内のイオンシネマで最古参の劇場となる。7スクリーン・1,771席。現時点で3D上映にも対応。
各シネマ車椅子用スペースが2スペース（7スクリーンは4スペース）設けられている。
| シネマ | 席数 | 備考                     |
| ------ | ---- | ------------------------ |
| 1      | 108  |                          |
| 2      | 269  |                          |
| 3      | 296  | 3D対応                   |
| 4      | 296  |                          |
| 5      | 269  |                          |
| 6      | 117  | 3D対応                   |
| 7      | 416  | 6.1chサラウンドEX 3D対応 |

## 交通
- JR飯田線 豊川駅（名鉄豊川線 豊川稲荷駅）から豊鉄バス豊川線・新豊線の豊橋駅前行きで「イオン豊川店」バス停下車。
- 豊川駅（豊川稲荷駅）より徒歩で約20分。